# Auguste Ballin
Pour les articles homonymes, voir Ballin.
Auguste Charles Alfred Ballin, né le 17 mars 1842 à Boulogne-sur-Mer et mort le 23 juillet 1909 à Londres, est un peintre et un graveur français.

## Biographie

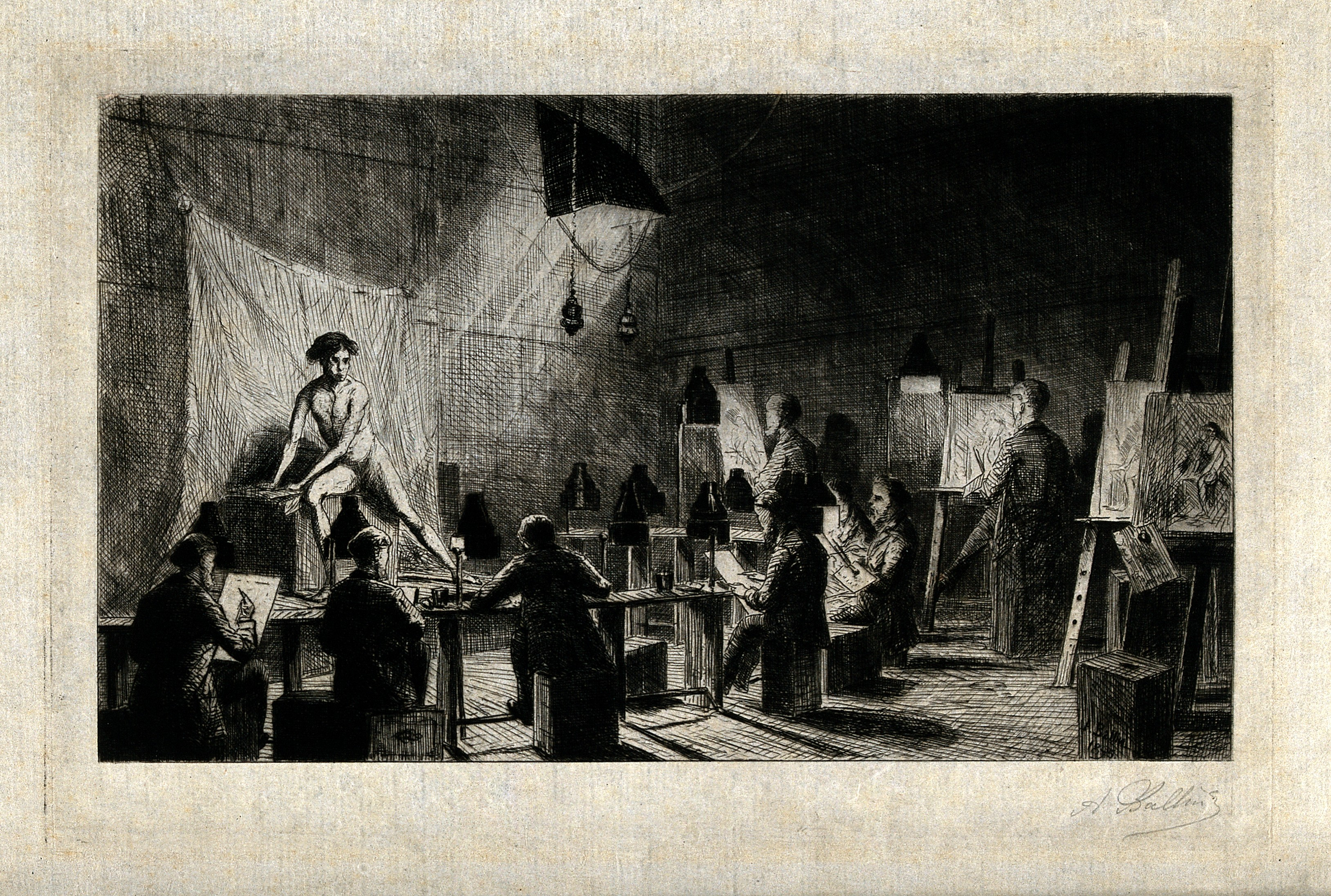
La séance de pose (1875), eau-forte.

Fils d'un avocat mort alors qu'il avait à peine 9 ans, Auguste Ballin fait des études de droit et devient clerc d'avoué avant de se diriger vers la voie artistique en devenant l'élève de Jules Noël. Il épouse en août 1866 Frances Courtenay, une anglaise demeurant à Boulogne. 
L'année suivante, il s'installe au Havre où sa femme donne naissance à leurs deux enfants, Émélie Léonie en octobre 1867 et Francis Auguste en avril 1869.
Après le déclenchement de la guerre franco-allemande de 1870, il se réfugie avec sa famille à Londres et s'y installe définitivement d'abord à Finchley puis à Brentford au nord de la capitale britannique. Il expose des peintures et gravures au Royal Academy de 1872 à 1879. Il expose également au Salon de Paris de 1868 à 1880.
Il produit quinze gravures pour L'Illustration nouvelle (1868-1881) et cinq gravures pour l'album L'Eau forte en... (1874-1881) pour l'éditeur et marchand Alfred Cadart.

## Œuvres exposées auSalon des artistes français
- Salon de 1868 :
  - Vue prise dans le bassin Dock du Havre, peinture (n° 107) ;
  - Le Havre vu de la mer, peinture (n° 108)[10].
- Salon de 1869 :
  - Tempête, peinture (n° 104) ;
  - Souvenir des environs de Boulogne-sur-Mer, peinture (n° 105)[11].
- Salon de 1870 :
  - La Hougue, 29 mai 1692, peinture (n° 112) ;
  - Le port de Boulogne-sur-Mer à marée basse, peinture (n° 113)[12].
- Salon de 1872 :
  - Intérieur d'une cour de ferme à Sainte-Adresse (Seine-Inférieure), peinture (n° 53)[13].
- Salon de 1873 :
  - Chapelle et tombeau d'Édouard le Confesseur à l'abbaye de Westminster (Angleterre), eau-forte.
- Salon de 1874 :
  - Le chant de l'alouette, gravure d'après M. David Cox (n° 3376)[14].
- Salon de 1877 :
  - Six eaux-fortes (n° 4328) :
    - Marine d'autrefois ;
    - Marine d'aujourd'hui ;
    - Greenwich ;
    - Gravesend ;
    - Windsor Castle ;
    - London Bridge.

  - Quatre eaux-fortes (n° 4329)[15] :
    - Avant le combat ;
    - Le combat ;
    - Après le combat ;
    - Baissant pavillon.
- Salon de 1878 :
  - Un combat naval en 1800, peinture (n° 100)[16].
  - Portsmouth, vieux navires servant de magasins au charbon de la flotte anglaise, gravure (n° 4739).
  - La chapelle d'Édouard le Confesseur dans l'abbaye de Westminster, gravure (n° 4740)[17].
- Salon de 1880 :
  - La rade de Portsmouth en 1780, gravure (n° 6901)[18].